# گردشگری در کره جنوبی

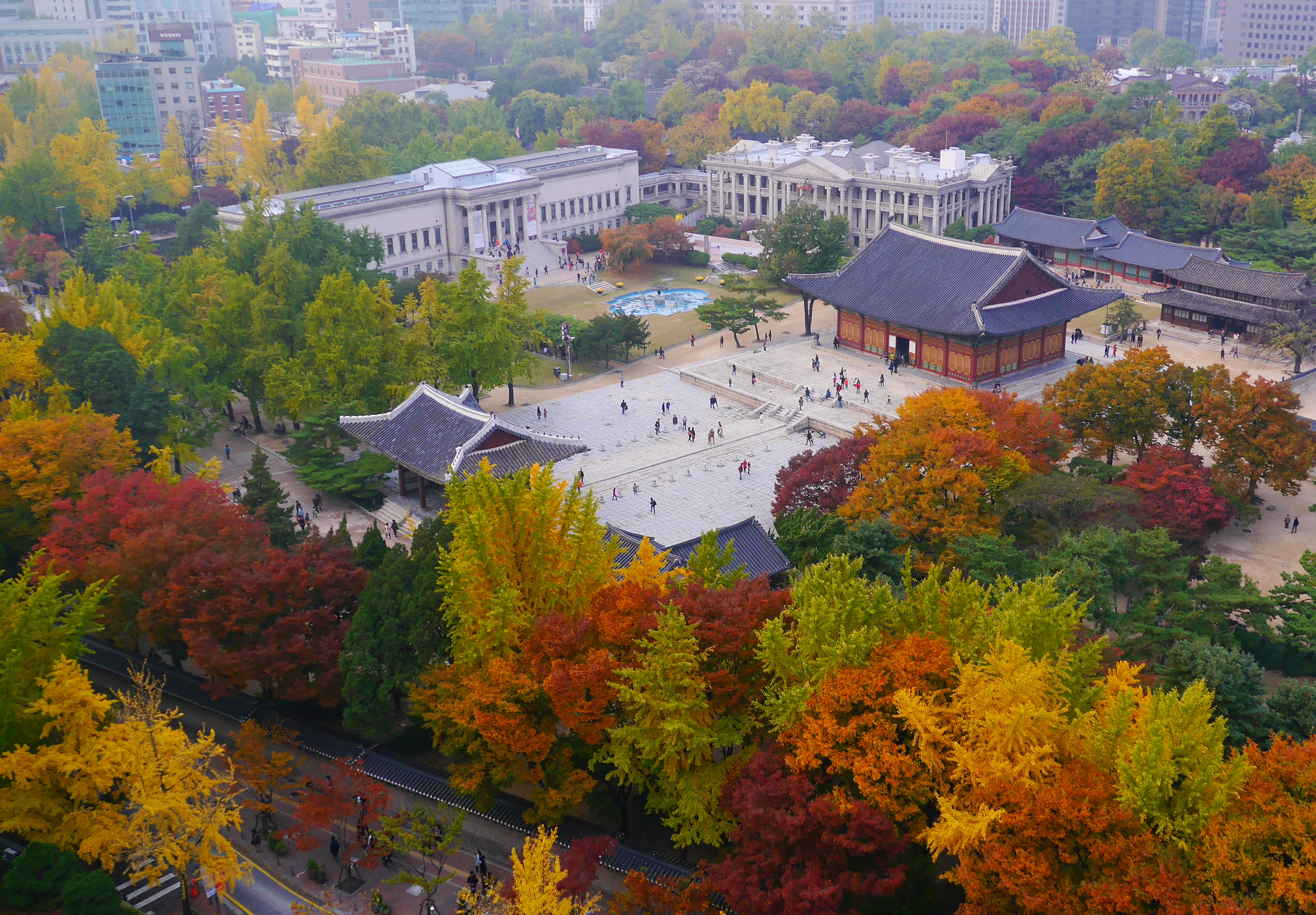
کاخ دیوکسوگونگ در سئول، یک جاذبه گردشگری محبوب

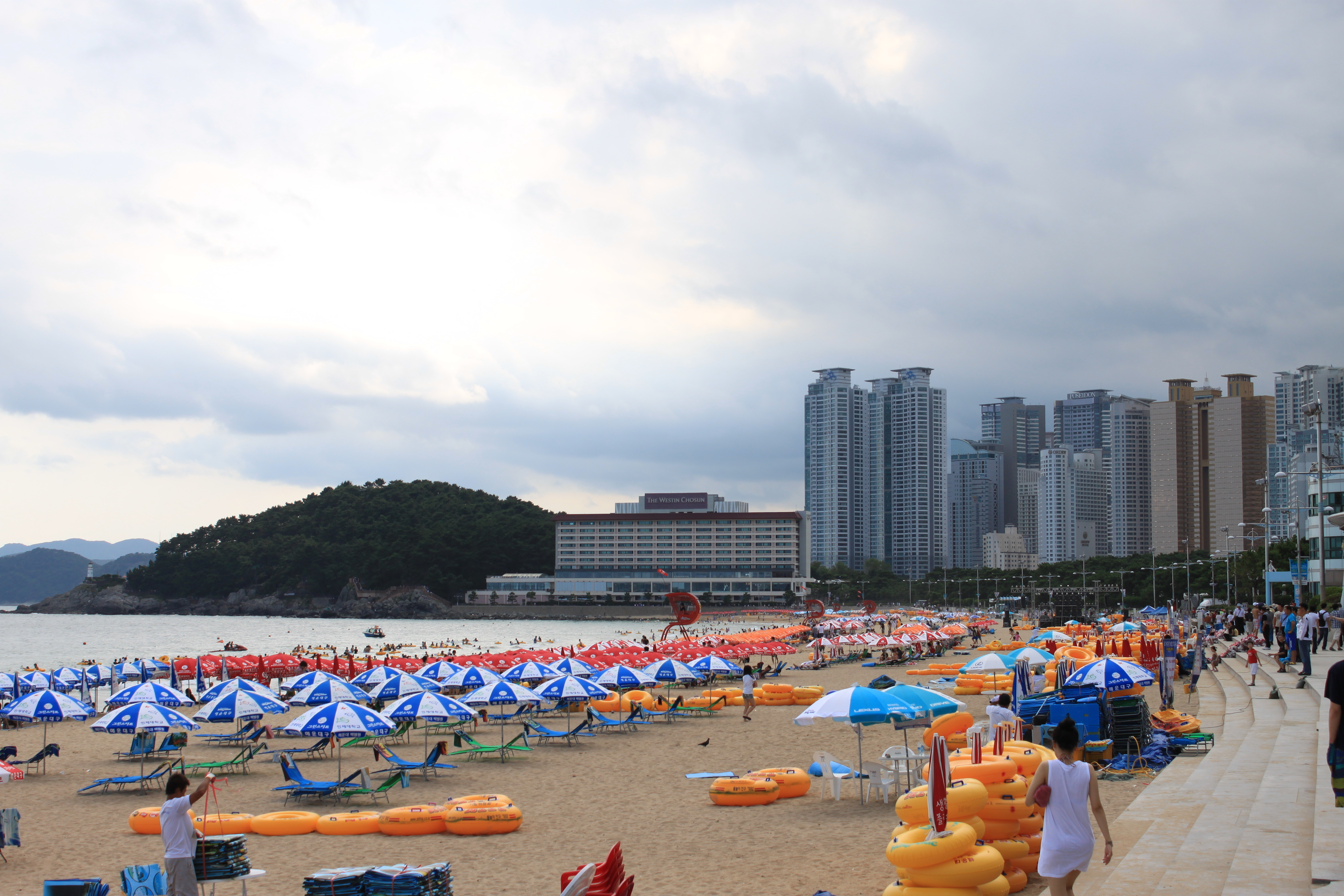
ساحل هاوندا در بوسان

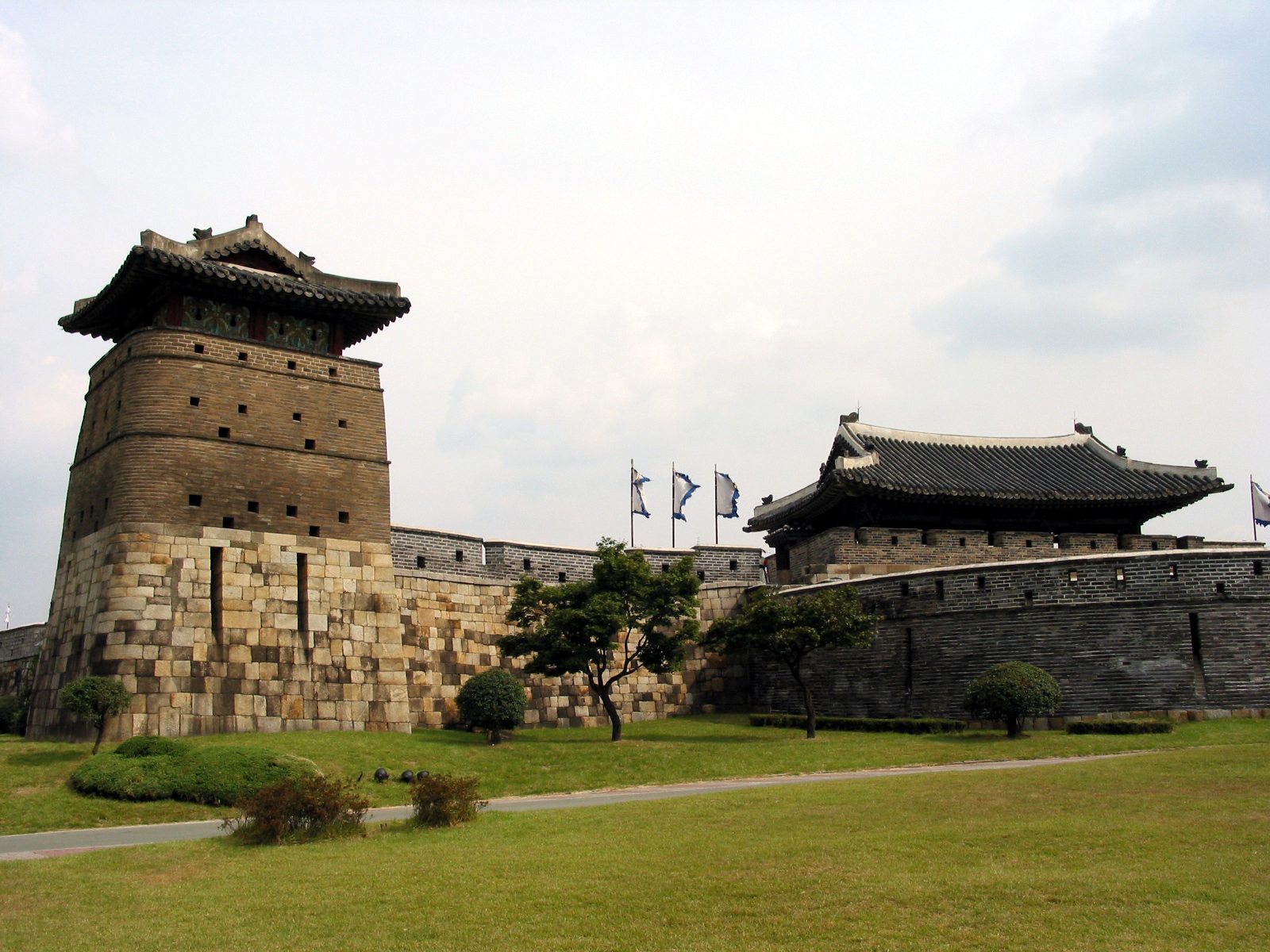
قلعه هواسئونگ در سوون

گردشگری در کره جنوبی به صنعت گردشگری در جمهوری کره گفته می‌شود. در سال ۲۰۱۲، حدود ۱۱٫۱ میلیون گردشگر خارجی از کره جنوبی بازدید کردند و این کشور را به عنوان بیستمین کشور پربازدید در جهان و ششمین کشور پر بازدید در آسیا تبدیل کردند. بیشتر گردشگران غیر کره ای از مناطق دیگر آسیای شرقی مانند ژاپن، چین، تایوان و هنگ کنگ می‌آیند. محبوبیت اخیر فرهنگ عامه کره ای که اغلب به آن موج کره‌ای می‌گویند، در این کشورها ورود گردشگران را افزایش داده‌است. سئول مقصد اصلی گردشگری برای بازدید کنندگان است. مقاصد گردشگری محبوب خارج از سئول شامل شهر ساحلی بزرگ بوسان، پارک ملی Seorak-san، شهر تاریخی گیونگجو و جزیره نیمه گرمسیری ججودو است. سفر به کره شمالی به‌طور معمول بدون اجازه ویژه امکان‌پذیر نیست اما در سال‌های اخیر تورهای گروهی سازمان یافته به گروه‌های شهروندان کره جنوبی اجازه بازدید از کوه کومگانگ را داده‌است.

## صنعت گردشگری
بیشتر صنعت گردشگری کره جنوبی توسط گردشگری داخلی پشتیبانی می‌شود. به لطف شبکه قطارها و اتوبوس‌های گسترده، بیشتر کشور در یک روز رفت و برگشت از هر شهر بزرگ قرار دارد. گردشگران بین‌المللی در درجه اول از کشورهای نزدیک آسیا می‌آیند. ژاپن، چین، هنگ کنگ و تایوان تقریباً ۷۵٪ از کل گردشگران بین‌المللی را تشکیل می‌دهند. علاوه بر این، موج کره تعداد بیشتری گردشگر را از جنوب شرقی آسیا و هند به ارمغان آورده‌است. سازمان گردشگری کره (KTO) حدود ۱۰۰٬۰۰۰ گردشگر از هند را در سال ۲۰۱۳ هدف قرار داده‌است.

## مقصد سفر گردشگران
از سال ۲۰۱۰ تعداد گردشگران داخلی کره افزایش یافته‌است. تعداد افرادی که در سفرهای داخلی شرکت کرده‌اند (که شامل سفرهای یک روزه می‌شود) حدود ۲۳۸٫۳ میلیون نفر (در سال ۲۰۱۵) بوده‌است. نسبت به سال ۲۰۱۴ (۲۲۷٫۱ میلیون نفر) ۴٫۹٪ افزایش یافته‌است. در سال ۲۰۱۴، هزینه گردشگری داخلی کره ۱۴٫۴ تریلیون پوند بود.
همچنین، از سال ۲۰۱۰ گردشگران خارج از کشور کره در حال افزایش هستند. از سال ۲۰۱۲ تا ۲۰۱۴، تعداد افرادی که به خارج از کشور سفر می‌کنند به‌طور متوسط حدود ۸٫۲٪ افزایش یافته‌است. در سال ۲۰۱۴، تعداد گردشگران کره ای در خارج از کشور حدود ۱۶٫۱ میلیون نفر بوده‌است؛ و هزینه‌های گردشگری کره جنوبی ۱۹٬۴۶۹/۹ میلیون دلار بوده‌است.

## آمار
در سال ۲۰۱۳، سفر و جهانگردی (داخلی و بین‌المللی) مستقیماً ۷/۷ تریلیون KRW به تولید ناخالص داخلی کره جنوبی کمک کردند و به‌طور مستقیم از ۶۱۷٬۵۰۰ شغل در این کشور حمایت کردند.

### ورود
بازدیدکنندگانی که از نظر ملیت برای گردشگری وارد کره جنوبی می‌شوند:
| رتبه‌بندی | کشور                | ۲۰۱۹       | ۲۰۱۸       | ۲۰۱۷       | ۲۰۱۶       | ۲۰۱۵       |
| -------- | ------------------- | ---------- | ---------- | ---------- | ---------- | ---------- |
| ۱        | چین                 | ۶٬۰۲۳٬۰۲۱  | ۴٬۷۸۹٬۵۱۲  | ۴٬۱۶۹٬۳۵۳  | ۸٬۰۶۷٬۷۲۲  | ۵٬۹۸۴٬۱۷۰  |
| ۲        | ژاپن                | ۳٬۲۷۱٬۷۰۶  | ۲٬۹۴۸٬۵۲۷  | ۲٬۳۱۱٬۴۴۷  | ۲٬۲۹۷٬۸۹۳  | ۱٬۸۳۷٬۷۸۲  |
| ۳        | تایوان              | ۱٬۲۶۰٬۴۹۳  | ۱٬۱۱۵٬۳۳۳  | ۹۲۵٬۶۱۶    | ۸۳۳٬۴۶۵    | ۵۱۸٬۱۹۰    |
| ۴        | ایالات متحده آمریکا | ۱٬۰۴۴٬۰۳۸  | ۹۶۷۹۹۲     | ۸۶۸٫۸۸۱    | ۸۶۶۱۸۶     | ۷۶۷٬۶۱۳    |
| ۵        | هنگ کنگ             | ۶۹۴٬۹۳۴    | ۶۸۳ ۸۱۸    | ۶۵۸٬۰۳۱    | ۶۵۰٬۶۷۶    | ۵۲۳٬۴۲۷    |
| ۶        | تایلند              | ۵۷۱٬۶۱۰    | ۵۵۸٬۹۱۲    | ۴۹۸٬۵۱۱    | ۴۷۰٬۱۰۷    | ۳۷۱٬۷۶۹    |
| ۷        | ویتنام              | ۵۵۳٬۷۳۱    | ۴۵۷٬۸۱۸    | ۳۲۴٬۷۴۰    | ۲۵۱٬۴۰۲    | ۱۶۲٫۷۶۵    |
| ۸        | فیلیپین             | ۵۰۳٫۸۶۷    | ۴۶۰٬۱۶۸    | ۴۴۸۷۰۲     | ۵۵۶٬۷۴۵    | ۴۰۳٬۶۲۲    |
| ۹        | مالزی               | ۴۰۸٬۵۹۰    | ۳۸۲٬۹۲۹    | ۳۰۷٬۶۴۱    | ۳۱۱٬۲۵۴    | ۲۲۳٬۳۵۰    |
| ۱۰       | روسیه               | ۳۴۳٬۰۵۷    | ۳۰۲٬۵۴۲    | ۲۷۰٬۴۲۷    | ۲۳۳٬۹۷۳    | ۱۸۸٬۱۰۶    |
| ۱۱       | اندونزی             | ۲۷۸٬۵۷۵    | ۲۴۹٬۰۶۷    | ۲۳۰٬۸۳۷    | ۲۹۵٬۴۶۱    | ۱۹۳٬۵۹۰    |
| ۱۲       | سنگاپور             | ۲۴۶۱۴۲     | ۲۳۱٬۸۹۷    | ۲۱۶٬۱۷۰    | ۲۲۱٬۵۴۸    | ۱۶۰٬۱۵۳    |
|          | جمع                 | ۱۷٬۵۰۲٬۷۵۶ | ۱۵٬۳۴۶٬۸۷۹ | ۱۳٬۳۳۵٬۷۵۸ | ۱۷٬۲۴۱٬۸۲۳ | ۱۳٬۲۳۱٬۶۵۱ |

## جاذبه‌های گردشگری
از جاذبه‌های گردشگری تاریخی کره جنوبی می‌توان به پایتخت‌های باستانی سئول، گیونگجو و بویهو اشاره کرد.
برخی از نشانه‌های طبیعی شامل قله‌های باکدوداگان، به ویژه سئوراک سان و Jiri-san، غارهای شهرستان دانیانگ و هوانسئونگولو سواحل مانند هاوندا و شهرستان تاان است.
بسیاری از مناطق محلی جشنواره‌های سالانه مانند جشنواره گلی بوریئونگ و جشنواره گاوبازی شهرستان چئونگدو را برگزار می‌کنند.

### مقصد اصلی گردشگری

#### سئول
جمعیت سئول ۹٬۹۸۱٬۶۷۳ نفر است و بزرگترین شهر کره جنوبی است. با جمع شدن بسیاری از افراد، فضاهای فرهنگی بسیاری مانند جشنواره‌ها، نمایش‌ها، مکان‌های خرید و جاذبه‌های گردشگری در سئول وجود دارد.

#### بوسان
بوسان دومین شهر بزرگ کره جنوبی است. این مکان در سواحل جنوب شرقی کره واقع شده‌است. بوسان دارای جاذبه‌های گردشگری فراوانی مانند ساحل و چشمه آب گرم است. مردم کره جنوبی در تابستان گرم از سواحل بوسان دیدن می‌کنند. همچنین، جشنواره‌های مختلفی در بوسان برگزار می‌شود. سالانه ۱۱ جشنواره شامل جشنواره‌های محلی و رویدادهای هنری برگزار می‌شود. جشنواره دریای بوسان هر ماه اوت و جشنواره بین‌المللی فیلم بوسان هر ماه اکتبر برگزار می‌شود. جشنواره فرهنگی جاگالچی به یک جشنواره گردشگری فرهنگی در کره تبدیل شده‌است. به دلیل این جشنواره‌ها و مکان‌های مختلف، افراد زیادی به بوسان سفر می‌کنند.

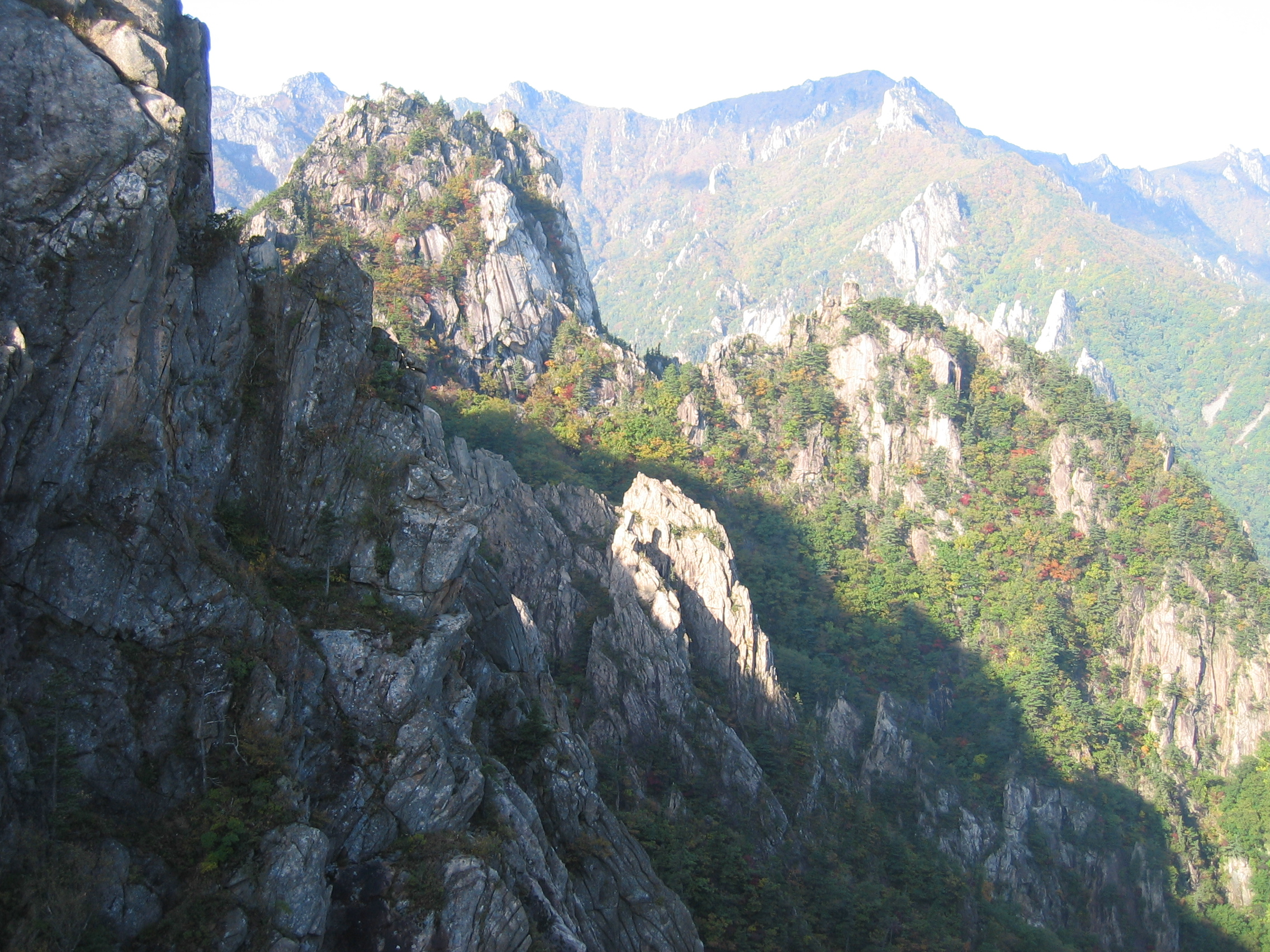
سئوراکسان در استان گنگ وون
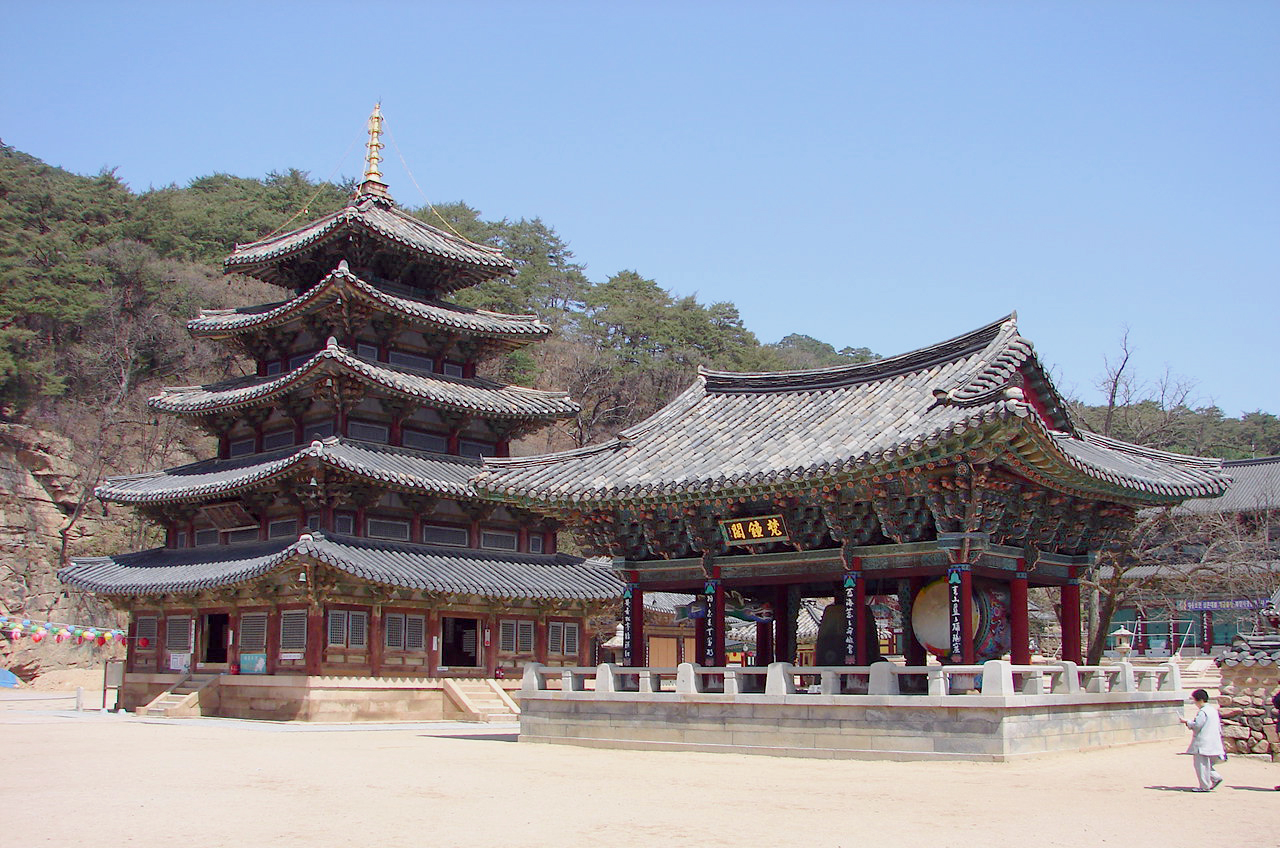
معبد بئوپوسا در شهرستان بوون
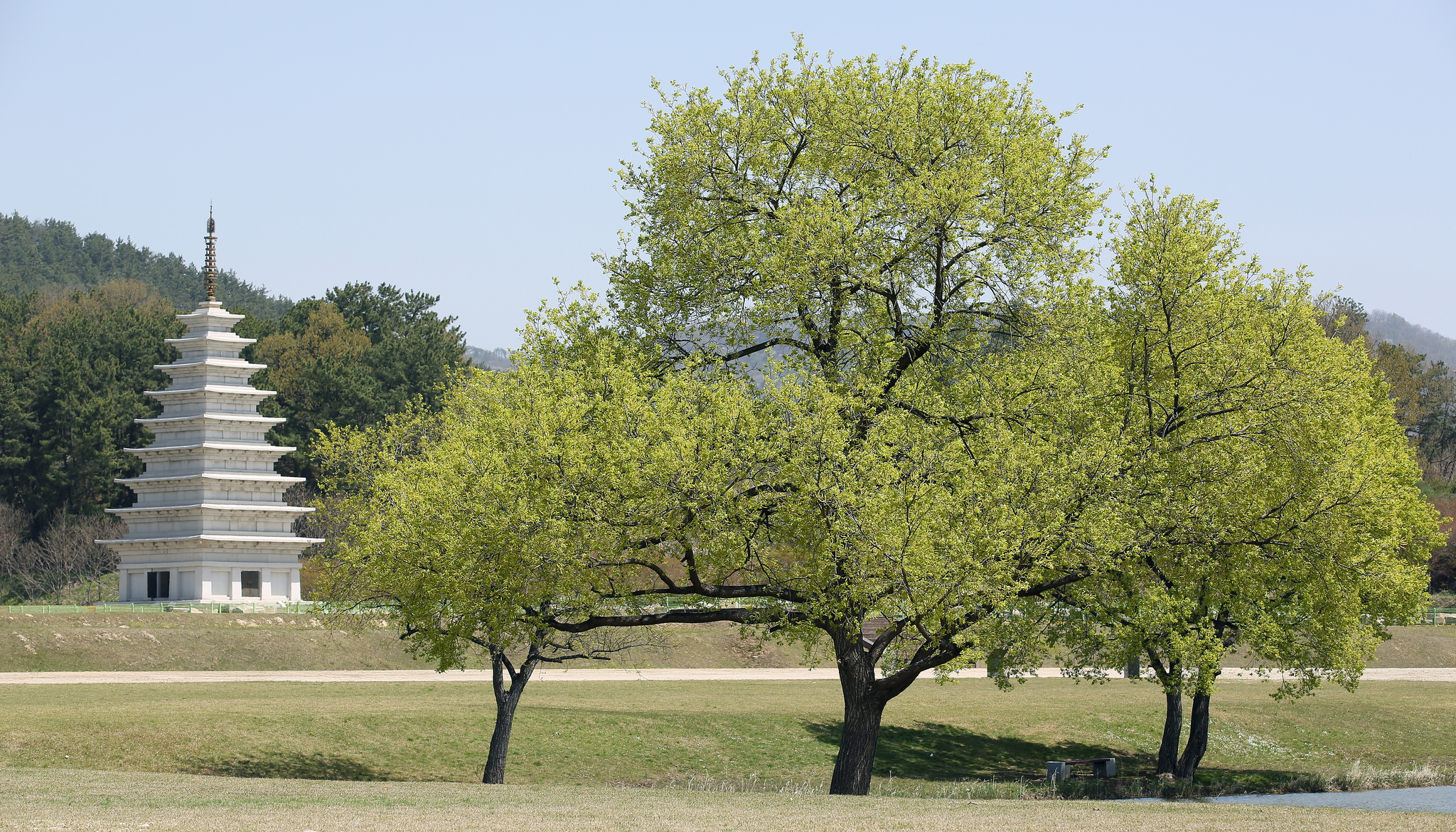
معبد میریوکسا در ایکسان
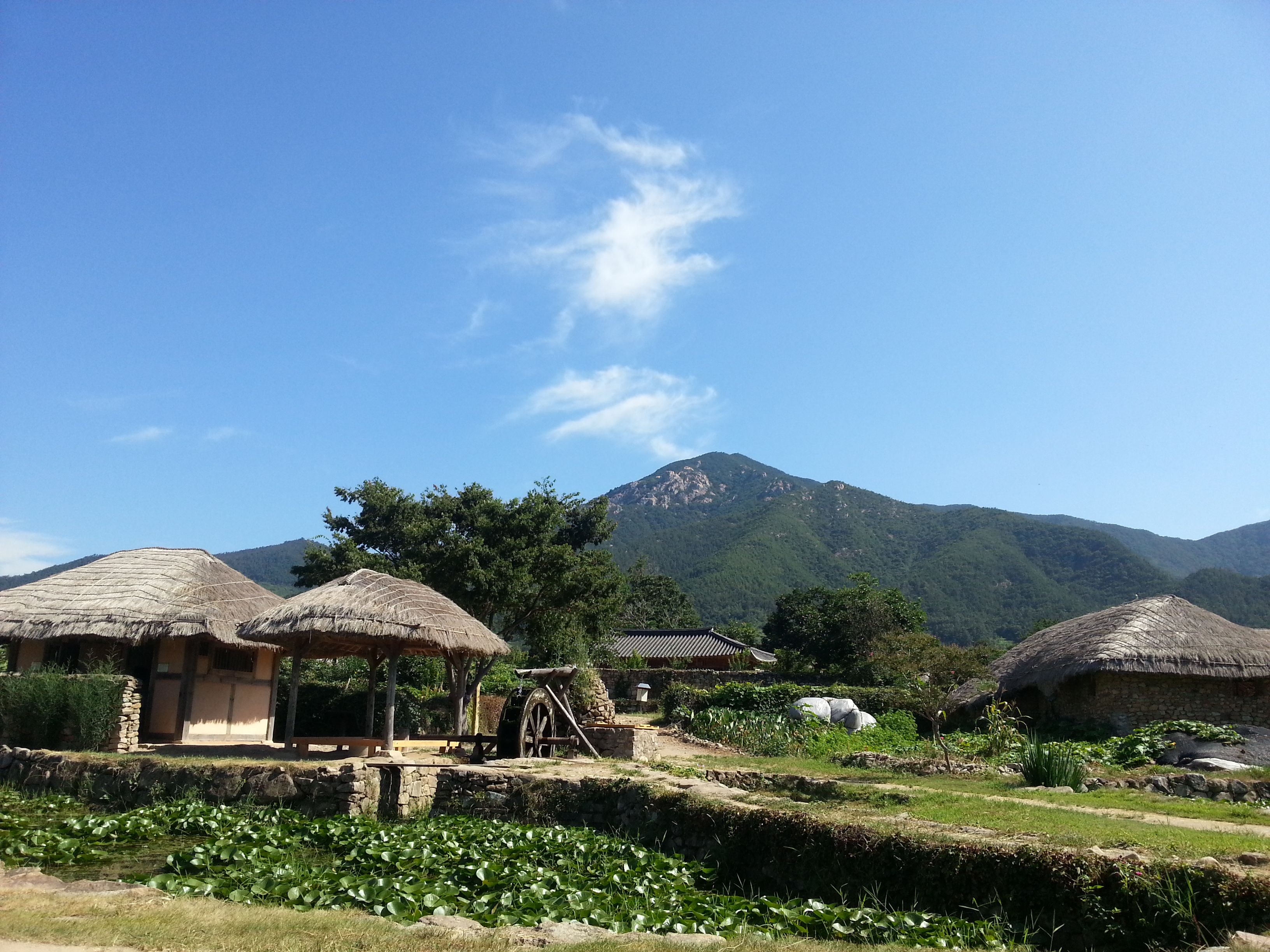
ناگان ایوپسئونگ در سانچئونگ، جئولانام-دو
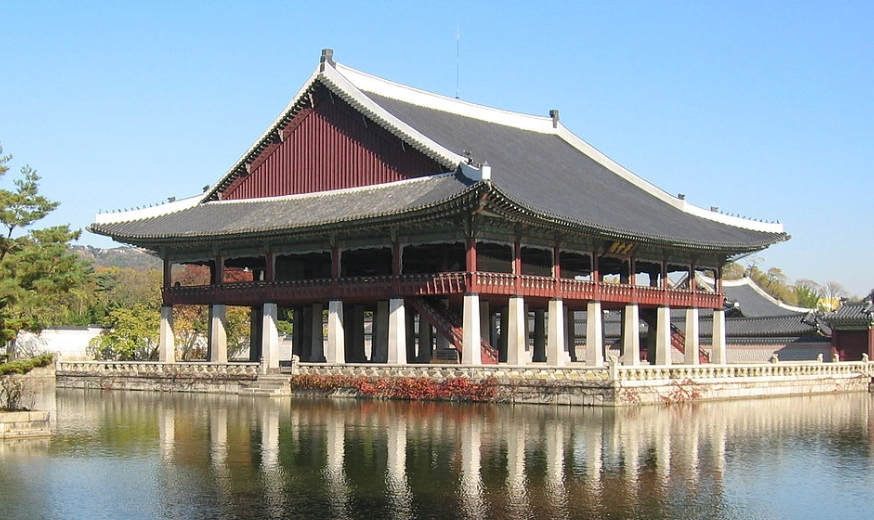
کاخ گیونگ بوک گونگ در سئول